# Czarna Łąka (Święta)
Czarna Łąka (potocznie Leśniczówka Czarna Łąka) – nieoficjalna część wsi Święta, w województwie zachodniopomorskim, w powiecie goleniowskim, w  gminie Goleniów.
Miejscowość położona w zachodniej części wsi Święta, przy drodze gminnej prowadzącej do dawnej przystani promowej nad Odrą. Czarna Łąka stanowi jedną zagrodę mieszkalną, w której niegdyś znajdowała się siedziba Leśnictwa Czarna Łąka. 
W gminie Goleniów znajduje się jeszcze jedna miejscowość o takiej samej nazwie (Czarna Łąka), ale o innym rodzaju (wieś), położonej w południowo zachodniej części gminy.  